# 猪瀬直樹
猪瀬 直樹（いのせ なおき、1946年〈昭和21年〉11月20日 - ）は、日本の作家、政治家。日本維新の会所属の参議院議員（1期）。日本維新の会国会議員団参議院幹事長。血液型はAB型。妻は女優、画家、映像作家の蜷川有紀。長野県出身。
『ミカドの肖像』で大宅壮一ノンフィクション賞受賞。道路公団民営化推進委員会委員、地方分権改革推進委員会委員、日本文明研究所所長。東京都副知事、東京都知事（第18代、1期）、大阪府市特別顧問、東京工業大学世界文明センター特任教授、東京大学大学院人文社会系研究科客員教授、国際日本文化研究センター客員教授を歴任した。

## 来歴・人物
長野県下水内郡飯山町（現在の飯山市）生まれ。2歳半から長野市に移る。
父は飯山市、母は松本市出身で、両親とも小学校教師だった。諏訪市の諏訪市立高島小学校で知り合って結婚し、飯山に異動になってそこで生まれる。長野市内では往生寺のすぐ下に住んでいた。1950年5月、3歳半のとき父親が狭心症で急死した。
信州大学教育学部附属長野小学校、信州大学教育学部附属長野中学校、長野県長野高等学校、信州大学人文学部経済学科を卒業した。在学中は社会主義運動理論家の清水慎三ゼミに所属し、新左翼学生運動の指導者として通称「白ヘル」（中核派）に属した。1967年の羽田事件を皮切りに新左翼学生運動が高揚しており、1969年に信州大学全共闘議長を務めている。大学構内のバリケード封鎖を行ったり、学生運動の主力部隊を率いて上京し、反米・反イスラエルの10.21国際反戦デー闘争や佐藤首相訪米阻止闘争に参加したりした。猪瀬は、自身も参加したこの1969年の佐藤訪米阻止闘争でもって、60年代後半の学生運動は終わったと述べている。その後の運動は、いわゆる全共闘運動ではないと主張している。
大学卒業後、上京し結婚した。出版社勤務などを経て、1972年に明治大学大学院政治経済学研究科政治学専攻博士前期課程で政治学者の橋川文三に師事し、日本政治思想史を研究した。ナショナリズム研究の橋川文三に教えを請うたのは、学生運動を離れた後、「日常性の連続がふつうの生活」「そうした日常性から日本の近代やナショナリズムをもう一度とらえ直さないといけないと思った」からだという。
その後、アルバイトを経て、作家活動に転じる。1987年、西武グループと堤義明について皇族との関係を絡めながら著した『ミカドの肖像』により、第18回大宅壮一ノンフィクション賞、ジャポニスム学会特別賞を受賞した。1996年、財政投融資が役人の天下り先を支える構造を告発し、道路公団民営化の端緒となった『日本国の研究』により、文藝春秋読者賞を受賞した。
2001年、小泉内閣の行革断行評議会（行政改革担当大臣の諮問機関）に名を連ねる。2002年、道路関係四公団民営化推進委員会委員に就任した。2007年、地方分権改革推進委員会委員に就任した。
2001年から2009年まで東京大学大学院人文社会系研究科客員教授、2001年から2003年まで国際日本文化研究センター客員教授、2006年から2010年まで東京工業大学世界文明センター特任教授をそれぞれ務めた。
2012年3月26日、マラソン初挑戦にして東京マラソンを6時間40分で完走した。
2007年6月、石原慎太郎東京都知事の要請を受け東京都副知事に就任した。2012年、石原知事の退任にともない後継指名を受け、同年12月16日の東京都知事選挙に立候補した。そして選挙で433万8936票を獲得し、日本の選挙史上では個人としては最多得票記録で当選した。青島幸男、石原慎太郎に続き、東京都知事は3人連続で作家出身となった。また、初の戦後生まれの都知事となった。猪瀬は石原前知事の五輪招致方針を引き継ぎ、2020年オリンピックの東京招致を成功させた。その後徳洲会グループからの不透明な借入金問題を追及されて任期1年余りで辞任した。なお五輪招致活動中の2013年7月に、妻・ゆり子が病気のため死去した（享年65歳）。
なお徳洲会資金問題ではメディアが収賄と報道したが、実際には司法には選挙資金収支報告書帳簿記載漏れと判断され、公職選挙法違反として罰金刑が確定し5年間の公民権停止となった。
2016年10月には画家・女優の蜷川有紀との交際が明らかとなり、2018年4月に婚約を発表した、12月下旬に再婚。
2022年に行われた第26回参議院議員通常選挙に日本維新の会の候補として比例区から出馬し、7月10日の投開票の結果、当選した。得票数は、 44,212票。

## 活動・主張
戦後の日本を「ディズニーランド国家」と表現する。「日本人が長らく過ごしてきた戦後社会とは、『想定外』が許された社会だった。アメリカに防衛を委ねることで、戦争を国家の想定外としてきたのだ。沖縄をはじめ全国に米軍基地を置き、東京の空域も米軍によって使用が制限されている。アメリカまかせの現実を多くの日本人が知りながら、そのことに知らんぷりをしてきた。（中略）戦後の日本は一転して防衛を放棄し、いわば半主権国家となった。日本の戦後66年間は、アメリカという門番に守られた、歴史上特異な『ディズニーランド国家』だったと言える。ディズニーランドは永遠なれ、と日本人は信じた。一抹の不安は抱きつつも、そう信じようとしてきた。『戦後』から『災後』への歴史的転換は、あらゆるリスクを「想定外」とする社会から、起こり得るリスクを『想定』する社会への転換点を意味する。福島第一原発事故を経た我われは、もはや『想定外』という言葉で言い逃れができないことに気づいている。東京電力は戦後社会の象徴だ。福島第一原発事故に際して、東電が口にした言い訳も『想定外』だった」。

### 道路公団民営化について
日本道路公団民営化（2004年6月道路関係四公団民営化関係四法成立、2005年10月1日分割民営化）の中心人物の一人として知られている。
1996年に『文芸春秋』誌上に連載された「日本国の研究」にて、虎ノ門周辺に集結する特殊法人を巡る天下りや税金の還流の実態を描いた。政界での特殊法人改革の萌芽ともなったが、この著書が当時の小泉純一郎首相の眼にとまり、その後猪瀬自らも日本道路公団の道路公団民営化問題などに携わることになった。
2002年、小泉純一郎首相の要請により道路関係四公団民営化推進委員会委員に就任。委員7人中5人が利害関係者に切り崩されて委員を去る中で、民営化案の閣議決定を達成した。自民党道路族や国交省の官僚など、利害関係者との熾烈な闘いの日々を著書『道路の権力　道路公団民営化の攻防1000日』(文藝春秋）、『道路の決着』(小学館）に克明に記している。

### 喫煙について
猪瀬は著名な愛煙家である。猪瀬は、『税収に貢献する喫煙者のどこが悪い！』というコラムで、禁煙運動をヒステリックな禁煙ファシズムとして批判した。また、猪瀬は2000年頃に大学の禁煙の教室で喫煙しながら教鞭を取ることもあった。ある学生が諫めたところ、猪瀬は「私の講義ではこの教室は分煙だ。君らの席は禁煙でも教壇は喫煙席。文句があるなら受講していただかなくて結構」とはね付けた。
また、2017年に『クイズプレゼンバラエティー Qさま!!』に出演した際には、禁煙の会議室でIQOSを吸いながらペーパーテストを受けていたことで番組スタッフから注意を受けたが、猪瀬は「この煙は水蒸気なんだよ」と言い返し、その後も喫煙をやめることはなかった。このとき同席していたカズレーザーは、「めちゃめちゃかっけぇな」「文豪だなやっぱ。一本通ってる。関係ねぇんだ」と猪瀬の言動に感服していた。
2022年に当該エピソードがニュースサイトに掲載されると、猪瀬は記事を引用したうえで「煙を撒き散らす紙巻きタバコとわずかな水蒸気だけの加熱式タバコを同等に扱わないほうがいい」と持論を展開し、自身の行為を正当化した。

### 分煙について
2010年3月、コラム「眼からウロコ」にて『全面禁煙化は中小企業や飲食店には厳しい。たばこ税は国と地方をあわせ2兆円規模で安定した財源でもある』と著した。
2010年9月、喫煙について「安易な全面禁煙には賛成しない」「黒煙を上げて走るディーゼル車の方がよっぽど問題」「文化の問題に介入されると社会にストレスがたまる」と産経新聞に語った。
2012年11月、前神奈川県知事の松沢成文が、11月8日の2012年東京都知事選挙立候補表明で、「公的施設では吸わない人の健康を守る。禁煙か完全分煙」と神奈川県公共的施設における受動喫煙防止条例を持ち出し、喫煙規制強化を述べたことに、猪瀬は、神奈川県は神奈川県議会では吸えていることを指摘し、受動喫煙の防止を問題視した。これに対して、松沢は、県議会は分煙しているとし、さらに猪瀬がパーティ会場で分煙せずに喫煙することを問題視した。

### マスクについて
猪瀬は、政府によるマスク着用の推奨が続いていることに反対し、コロナ禍が落ち着いたタイミングでの「脱マスク」を主張している。また、マスクの感染予防効果にも疑問を呈している。
2022年10月20日、参議院予算委員会の質疑に立ち「日本人のマスクは令和のちょんまげ、顔パンツ」と発言してマスクを外したが、委員長から注意され、鼻出しマスクで質疑を行った。
2023年1月に出版した『太陽の男　石原慎太郎伝』のあとがきに、「日本人はマスクが好きである。外を歩く際には外していいとの指針があるにもかかわらず、風が吹いていても自転車に乗っていても車を運転していてもマスクをしている。コロナ禍におけるマスクは後ろ向きの民主主義のひとつの象徴的な事例で、日本国を覆っている同調圧力がこの数十年の停滞を招いていることは確かなようだ」と綴っている。
2023年2月8日に厚生労働省の「アドバイザリーボード」が入学式・卒業式でのマスク着用に対して示した考え方に対し、「この感染症専門家たちのエラそうな言い方。卒業式には条件付きで少しだけマスク外させてやるだと。国民がここまで指図される謂れはない。それよりコロナ関連予算を95兆円まで膨らませた責任、少なくともその痛みぐらいは感じてもらいたい」とツイートした。

## 東京都政への参画

### 副知事時代

#### 東日本大震災について
東日本大震災の際、気仙沼市中央公民館で孤立した446人を、東京消防庁に命じて救出させた。きっかけは気仙沼市社会福祉協議会マザーズホーム園長から「火の海 ダメかも がんばる」という携帯電話からの電子メールを受け取った息子（イギリス在住）が、地上からの接近は難しいと言って空からの救出を求めることを、Twitterにてツイートをしたことから。それが猪瀬宛にメンションで届き、救助が必要と判断すると直ちに東京消防庁の防災部長を呼び出し、直接ヘリ出動を命じた。防災部長も即座に出動を決断した。ヘリコプターが到着して現場を確認するまで、公民館に取り残されたのは十数名と見られていた。地元からの出動要請がない中でのヘリ出動は極めて異例。この時の様子のほか、東日本大震災後、東京都副知事としてどのような陣頭指揮を取ったかを、翌2012年3月に刊行した『決断する力』（PHP新書）にまとめている。さらに『救出-3.11気仙沼公民館に取り残された446人』（河出書房新社、後に小学館文庫）で詳細なドキュメンタリー作品に仕上げている。

#### 東京天然ガス発電所プロジェクトについて
2011年5月、「川崎天然ガス発電所」を視察し、比較的狭い敷地で建設できることや同発電所が採用する、ガスタービンと蒸気タービンを組み合わせて発電効率を高めた「コンバインドサイクル方式」を高く評価した。2011年8月、「東京天然ガス発電所プロジェクトチーム (PT)」を発足。「東京モデル」を打ち出すべく、建設候補地や事業スキーム、国への規制緩和提案について検討している。同PTには環境局、交通局、下水道局など都庁の縦割りを超えて9局が横断的に加わった。原発1基分に相当する100万キロワット規模の発電所建設を目指して、9月には5箇所の適地を発表、電力市場の改革。さらに2012年5月には、葛西水再生センター用地（江戸川区）、砂町水再生センター用地（江東区）、中央防波堤外側埋立地（帰属区未定）の3カ所に絞り込み、電力の卸供給事業者 (IPP) としての東電への長期契約による売電と新電力・特定規模電気事業者 (PPS) としての事業の組み合わせれば、採算性があると確認した報告書を公表している。東京都は3カ所についてアセスメントの手続きを2012年6月に開始した。
福島第一原発以降の電力不足を補うとともに需要家が東京電力以外の選択肢を選べるような弾力的な市場に改革していくため、2012年5月16日、経済産業省に枝野幸男大臣と面会した。東京電力の老朽火力のリプレースを進める際に新規参入を促すように規制を緩和したり新電力への資金面での支援策をもうけ、「（現在は3.5%に過ぎない）新電力のシェアを30%にまで伸ばすような政策展開をすべきだ」と提案した。
さらに7月18日には古川元久国家戦略大臣と面会して要望書を提出、老朽化した火力発電所の更新期間を短縮するために環境アセスメントの手続きの簡素化を求めた。

#### 東京電力改革について
福島第一原発事故で経営難に陥った東京電力は2011年12月、社長の西沢俊夫が会見して企業向け大口料金の値上げ方針を発表。翌2012年1月17日に一律2.6円値上げが明らかにされた。大口需要家であり、中小企業を所管する行政主体であり、筆頭株主である東京都を代表して、猪瀬直樹は1月26日に会見、東電、原子力損害賠償支援機構、経済産業相に対し、「燃料費等負担増、経営合理化の具体的内容について明確な情報開示を求める」と石原慎太郎の知事名での緊急アピールを明らかにし「待った」をかけた。アピールのなかで、都内の東電ファミリー企業の本社を整理するだけで1年で100億円を捻出できるとの独自分析を発表。値上げの根拠にしている燃料費増加の内訳を示さなければ値上げに応じられない、と指摘した。中小企業に対しても「愛がない」と配慮を求めた。
これを受け東電は3月、値上げ緩和策を発表した。3月には経済産業大臣の枝野幸男を訪ね、東京電力のさらなる合理化策としてファミリー企業などとの随意契約の割合を3割削減することを提案。11年11月に公表されていた緊急特別事業計画では10年間で2.6兆円とされていたリストラ額をさらに5000億円上乗せできると述べた。枝野はこれを受け入れ、総合特別事業計画に反映させるように原子力損害賠償支援機構と東京電力に指示すると明言。5月に公表された総合特別事業計画では合理化額は3.3兆円に増額されることに繋がった。
東京電力に対しては2012年4月27日に東京都としての5つの株主提案を発表。法人株主に呼びかけ文を送付したほか、個人株主にも賛同を呼びかけた。この第一項目として社外取締役に公認会計士の樫谷隆夫を推薦、東京電力は5月14日に発表した新役員体制のなかで7人の社外取締役のうちの一人として樫谷を内定した。また東電は「顧客サービス第一を使命とする」という経営理念を定款に書き込むよう求めるなどした東京都の他の株主提案について、「定款になじまない」としたものの、内容的にはほぼこれを経営方針の中で受容することを明らかにしている。

#### 東京メトロ・都営地下鉄一元化について
2010年4月、プロジェクトチームを立ち上げ、多重行政の象徴である「東京の地下鉄一元化」の検討を開始。6月29日、東京メトロ（旧帝都高速度交通営団）の株主総会に東京都代表として出席し、東京メトロの株をほぼ半分ずつ保有する日本国政府と東京都に同社を加えた3者での協議機関の設置を提案し、合意を得た。
その結果、8月3日、国土交通省にて「第1回東京の地下鉄の一元化等に関する協議会」が開かれ、続く第2回は9月8日に東京都庁舎にて開催。東京メトロの子会社12社の役員報酬などの実体を明らかにした。さらに並行して交通政策や会社経営の専門家らによる有識者会議「東京の地下鉄を考える懇談会」を開催している。
2011年2月3日に行われた第4回「東京の地下鉄の一元化等に関する協議会」では、東京地下鉄と都営地下鉄の「一元化」こそ見送られたものの、東京都の承諾のない東京地下鉄の株式売却を阻止し、乗継割引額の引き上げや、両者間の連絡駅の拡充などの実施を定めた合意文書を取りまとめた。
協議の結果として、一元化を阻む「壁の象徴」とされてきた、九段下駅の東京メトロ半蔵門線と都営新宿線のホームを隔てている、いわゆる『バカの壁』撤去工事が始まり、2012年6月の東京地下鉄の株主総会を前に、その壁撤去の模様が報道陣に対して公開された。
「一元化は都営地下鉄の借金をメトロに押し付ける」という批判については、「都営も2006年に黒字化しており、経常利益の上昇トレンドもメトロと同じ水準にある」として一蹴している。ただし、経常利益（営業キャッシュフローの一部）だけでは設備投資（投資キャッシュフロー）や債務返済（財務キャッシュフロー）の関係性が説明できず、また都営地下鉄の借金の返済に直接補助金が投入されている事象などを考えると、東京地下鉄に借金を押し付けないという根拠としては不十分との指摘もある。
このような民間企業としての会計や、大手私鉄のビジネスモデルで理解しようとする見解に対し、猪瀬は「東京の地下鉄は私鉄のビジネスモデルではなく、公的な性格を帯びている」と反論する。理由の一つとして、1970年代以降、日本国政府と東京都は営団地下鉄（東京地下鉄の前身）に対し、5400億円の補助金を折半して支出、また都営地下鉄に対しても両者が折半して8600億円を支出していることを挙げる。
沿線開発をしながら資産形成するビジネスモデルの大手私鉄とは異なり、山手線内にある東京の地下鉄経営は、沿線開発が出来無い代わりに公的資金が投下され、一方で金城湯池での営業を続けることで、巨額の借金を返済するモデルである、と述べている。なお、地下鉄一元化については、審議会等における計画呼称をはじめとして、東京都心部の地下鉄建設当初から想定は成されていた（例：九段下駅の構造・設計）。

#### 東京水道の海外進出について
2010年4月、「海外事業調査研究会」を立ち上げ、東京都水道局の海外展開を目指している。海外事業調査研究会は商社など60社におよぶヒアリングを経て、6月、東京水道国際貢献ミッション団の派遣国をインド、インドネシア、ベトナム、マレーシア、モルディブの5ヶ国に決めた。8月、その第一弾としてマレーシアを訪問。政府要人に東京水道のシステムの優位性をPRした。9月には来日したマレーシアのピーター・チン大臣と共に東京都水道局水運用センターを視察した。

#### 言葉の力『再生』プロジェクトについて
2010年4月、若者の活字離れの問題を解決するために、横断的なプロジェクトチーム「『言葉の力』再生プロジェクト」を立ち上げた。「日本人に足りないのは論理的に考え、議論する『言語技術』」として、三森ゆりか・つくば言語技術教育研究所長など「言語」の専門家を招いて若手職員向けの講演会を開催したほか、新規採用職員を対象に言葉の表現力を高める研修を行った。今後は職員の研修を継続すると共に、東京都民を対象に11月3日には「読書」と「言葉」をテーマにしたイベント「すてきな言葉と出会う祭典-『言葉の力』を東京から-」（於:東京国際フォーラム）を開催した。さらに2011年に『言葉の力-「作家の視点で国をつくる」』（中公新書ラクレ）としてまとめた。

#### 参議院議員宿舎建設への反対について
副知事に就任してすぐに、清水谷公園（東京都千代田区紀尾井町）に隣接した緑地（東京都の風致地区）に建設が予定されていた参議院議員宿舎の建設中止を提案し、石原慎太郎知事を現地に案内した。石原はその場で「私は（森を潰して宿舎を建設することには）反対」と語った。猪瀬は建設予定地の周辺住民による反対運動について、日経BPの自身のコラムにて、「新議員宿舎の建設予定地は、紀州徳川藩邸跡であり、1500坪の美しい自然林が残る。そのなかには、樹齢100年以上の樹木も含まれている。衆議院は豪華な赤坂議員宿舎で国民の厳しい批判を浴びたばかり。地上16階建て（高さ56m）。総戸数80戸はすべて3LDK（79平方メートル）の豪華な新議員宿舎を造ることよりも、環境を保全すべきという声があがるのは当然だ」と述べた。これがのちに、自民党都連幹事長（当時）内田茂（千代田区選出都議）との対立の原因となる。これについては。2016年『東京の敵』（角川新書）に詳しく書かれている。

#### 「周産期医療体制整備プロジェクトチーム (PT)」について
2008年11月、都内で重症妊婦の受け入れ拒否が相次いだことを受けて、「医師や行政ではなく患者側の視点で問題を検証する必要がある」として、「周産期医療体制整備プロジェクトチーム (PT)」を発足。墨東病院など4回の現場視察を行うとともに、NICU（新生児集中治療室）1床あたりの収支分析を行い、運営コスト（約4000万）が診療報酬と補助金の合計（約3300万）を上回っている現状では、病院が NICU を増やすことが難しいと分析した。そのため、2009年3月、猪瀬は舛添要一厚生労働大臣のもとを訪れ、NICU（新生児集中治療室）の整備促進についての緊急要望書を提出。さらに4月には、セミオープンシステムのさらなる普及など10項目の提言を含めた周産期医療体制整備PT報告書をとりまとめた。

#### 北海道夕張市への都職員派遣について
「東京都の職員が夕張に行き、財政破綻がどういうものなのか体で感じることが必要。また、東京の持っているノウハウ、高い水準を首都政府として他の自治体に役立てたい」として、夕張市に2008年1月より都職員2名を2年間の予定で派遣した。また、タイムリー研修と銘打ち、短期の職員派遣も行っている。10月に廃校の備品清掃、整理などの手伝いとして6名を派遣、さらに2009年1月には「雪かき隊」としてさらに都職員10名を派遣し、福祉施設の除雪を行った。なお、「雪かき隊」には猪瀬の呼びかけに応じ、大阪府、広島市からも2名ずつ職員が派遣された。他にも、2009年6月にメロン農家での収穫手伝いのため6名を派遣した。なお、当初派遣した都職員の一人に後の夕張市長、北海道知事、鈴木直道がいた。2010年12月に、東京都青少年の健全な育成に関する条例の反対派に対し、Twitterで「夕張市に行って雪かきすればインタビューに応じる」旨のジョーク発言を行い、その発言に乗っかったアダルト漫画家の浦嶋嶺至は、2011年1月に夕張市を訪れ、実際に雪かきを行った。その後、猪瀬副知事と浦嶋の面会、対談が実現し、その模様はニコニコ動画で生放送され、メル友にもなったという。

#### 少子高齢化対策について
2009年6月、東京都の高齢者人口の増加、高齢者施設やバリアフリー住宅の不足に対応した、「少子高齢化時代にふさわしい新たな『すまい』PT」を立ち上げ、座長に就任した。発足にあたり、猪瀬は「首都政府、首都公務員として霞が関の縦割りを東京から直していく、東京都が内閣府の役割を担うくらいの気概をもってほしい」と述べている。
都の『すまい』PTは住宅施策を所管する都市整備局と高齢者福祉を担当する福祉保健局などからメンバーが部局横断的に集められている。このとき提起されたケア付き住宅がその後国策であるサービス付き住宅へと発展するきっかけとなった。

### 東京都知事就任後

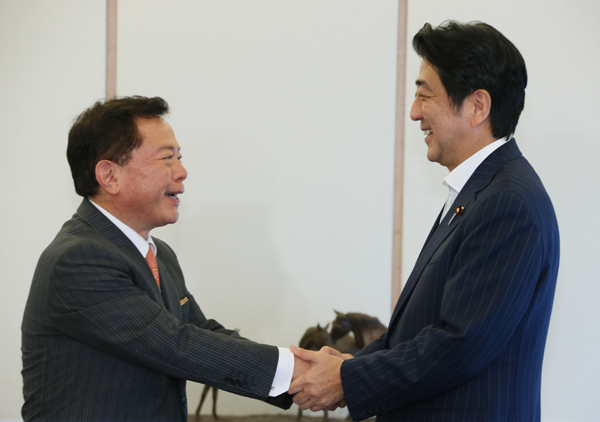
2013年9月11日、猪瀬と内閣総理大臣安倍晋三の面会

2012年12月16日執行の東京都知事選挙で史上最多の433万8936票を獲得し、当選。同月18日に公職選挙法第101条の3第2項に基づき当選人告示が行われ、同日に第18代東京都知事に就任、初登庁し公務を開始した（任期の起算日は選挙の日の16日）。
しかし、後述の資金提供問題について都議会などから厳しい追及を受け、2013年12月19日に辞意を表明。12月24日に就任からわずか1年で都知事を辞職した。

## 不祥事・騒動

### 脚本家への名誉棄損
- 副知事時代の2012年10月、猪瀬は過去に原作を手がけた漫画『ラストニュース』について「アホ脚本家が日テレで換骨奪胎し安っぽい報道ドラマにした」などとツイートした[50]。この記述から批判されたドラマが『ストレートニュース』（2000年、日本テレビ）であると推測され、担当脚本家の伴一彦は、「盗作」であるかのような汚名を着せられたとして、2013年3月28日に東京地方裁判所に本件について550万円の損害賠償と謝罪ツイートを求める訴訟を起こした[51]。この訴訟は2014年3月26日、猪瀬が伴に対し100万円の賠償金を支払うことと、謝罪ツイートを掲載することで和解が成立した[52]。

### 2020年オリンピック招致活動における不適切発言
2013年4月27日付けニューヨーク・タイムズ（NYT）に Ken Belson 及び Hiroko Tabuchi 記者の猪瀬知事へのインタビューが載り、その中で彼らは「イスタンブールは若い人が多いが、東京は高齢化している」として、イスタンブールとの比較で東京を揶揄するかのような質問を浴びせた。それを受け同知事は、「イスラム国家が共有するのはアラー（神）だけで、互いに喧嘩しており、階級がある」と発言したと、国内メディアに大きく報じられた。その報道に対して、4月29日に猪瀬知事は「五輪の誘致全体について発言したが、インタビューの一部だけが抜き取られて見出しにされた。真意が伝わってない」との趣旨の発言をした。翌4月30日には、東京都庁で「イスラム圏の方に誤解を招く表現で申し訳なかった。甘かったと言えば甘かった」「不適切な発言があったことはお詫びしたい」などと謝罪・釈明した。国際オリンピック委員会の五輪招致にまつわる行動規範は14項「都市間の関係」で、「それぞれの都市は、いつ、いかなる状況のもとでも、IOC委員やIOCそれ自体に対するのと同じ敬意を、他都市に払うべきものとする」 と定めており、これは招致レース最大のタブーとされている。その後、2013年5月9日に、猪瀬自ら駐日本国トルコ共和国大使館を訪問し、セルダル・クルチ駐日本国特命全権大使と約1時間にわたって会談し、「不快の念を与えたことをお詫びする」と述べた。

### 徳洲会グループからの資金提供問題
2013年11月に明らかになった報道によれば、2012年の都知事選前の2012年11月に、医療法人徳洲会創設者の徳田虎雄に「都知事選に出ます」と挨拶し、徳田毅衆院議員を通じて「余ったら返すのでまずは1億円をお願いしたい」と電話し、1億円の資金提供を要求していた。徳田虎雄は「5000万円で対応しろ」「足がつかないよう議員会館で渡せ」と徳田毅議員に指示し、議員会館の事務所で猪瀬に直接、現金で5000万円を手渡し、選挙運動費用収支報告書、都知事資産報告書、政治資金報告書に記載していなかった（徳洲会事件）。
猪瀬知事は受け取った資金について、「借入金」であると説明し、「徳洲会側から申し出があり、厚意を断るのは失礼だと考えて借りた。5000万円という額になった理由は分からない」と説明している。その後、11月26日に緊急会見を開き、借用書をマスコミに提示し、「そもそも猪瀬が徳洲会からお金を借りたのは、都知事選挙に際して自民党都連は協力しないと通告されたため、ポスター貼りなどを誰かにお願いしたらいいかわからないことだらけの状態だったんです。結局、連合が協力してくれたので、5000万円は使わなくて済んだ。それが収賄だと追及されたのですから全くの冤罪です。」と語った。この時、報道陣に見せた借用書は、A4サイズの紙1枚に押印や収入印紙もなく、猪瀬の署名だけが入った簡素なもので、ネット上では猪瀬が掲げる借用書のコラージュ画像が出回った。
医療法人徳洲会グループは東京都内にも病院、保険施設を抱えており、グループの老人保健施設に都が約7億5千万円の補助金を支出していた。また徳洲会は都知事の認可で老人保健施設を開設し、武蔵野徳洲苑の工期は2010年〜2011年度の2年間で、沖縄徳洲会が西東京市に設立を申請し、都が近隣に所在する施設数などを考慮して150床を認可した。150床規模の施設の場合、都は最大で9億6千万円の工事費を補助しているため、今回の5000万円はその見返りではないか、と各新聞社が報じた。
選挙運動費用収支報告書に記載されておらず、公職選挙法違反の疑いで東京都民に告発された。また市民団体は、5000万円が政治活動のための借入金と認定された場合、政治資金規正法に基づいて政治資金収支報告書への記載が必要となるため政治資金規正法違反にも該当すると指摘した。
さらに徳洲会が東京都の許認可が必要な事業も行っていることから、5000万円の授受が当時の副知事の職務や将来、知事になったときの職務と関連しているとみなされると収賄となる。
2013年11月29日の定例都議会で、医療法人徳洲会から5000万円を受け取った経緯などを説明したのに対し、各会派や傍聴席から「不十分」「納得できない」と批判の声が相次いだ。猪瀬知事には、「職員なら懲戒免職なんだよ」などと、野次が浴びせられ傍聴者の1人が守衛によって議場の外に出された。
2013年12月16日、都議会総務委員会は、猪瀬が「現金は普段使っているカバンに入れた」との証言を裏付けようと、現金を運んだカバンを都議会に提出させた。そして公明党の都議から、5000万円分の札束に見立てた発泡スチロールのブロックを入れるように要請された。このことは猪瀬には事前に知らされておらず、その場でかばんに押し込んだが、ファスナーが閉まらなかった。
このやり取りは、ネット上の人気コンテンツになり、松本人志にも「今年の面白かったベスト10に入る」と評価された。猪瀬は、3日後の2013年12月19日に辞意を表明し、同月24日付で都知事を辞任した。
この点について猪瀬はのちに著作のなかで「（実際に借り受けた際は5000万円が入った）紙袋を折り曲げて持参した鞄に入れた。（略、都議が用意した）発泡スチロールのブロックは折ることも曲げることも分割することもできない。それでは鞄に入るはずがない」と述べている。この総務委員会について猪瀬は「人民裁判」と呼び「あれは完全なつるし上げです」「僕のときは10時間も立ちっぱなしで答弁させられた。血祭りにあげて、都議がポイント稼ぐことだけが目的なので真相解明は二の次。当時、僕の額から汗が流れる様子まで放送されましたが、あれは追い詰められて冷や汗をかいていたのではなく、単に体力の限界だったからです」と証言している。その後、汗の部分のみの切り取り動画が繰り返し拡散された。
また徳洲会からの収賄疑惑の報道について、猪瀬は都知事辞任後に出版した回顧録の中で、以下のように記している。
猪瀬知事は「賄賂」ではなく「借入金」である証明として「借用証」を公表し借用証は郵送で返却されてきたものと説明していた。しかし折り目がなく、押印などもない不自然な体裁だったため、この借用証をメディアはニセモノではないかと決めつけるように報道し、借入金ではなく賄賂だとする印象の流れがつくられてしまう。封筒の公開を求める声が上がり、2013年12月6日の東京都議会一般質問で、提示した郵送されてきたとされる借用証について「封筒は保管していない」と答弁した。借用証ニセモノ説一色のメディアは記録の残る宅配便や書留郵便、特定記録ではなく配達記録は無かったと問題にし、封筒があれば切手の消印から、問題発覚前から借用書が存在し郵送されたことを証明できるが不可能になったなどと報じた。
このように後付けで作られたのではないか、という借用証に関する疑念が、猪瀬辞任の大きな流れを作った。徳田毅議員は問題が発覚して以降沈黙を守っていたが、衆議院議員辞職願を提出した直後の2014年2月24日の記者会見で「私の事務所で作成し、目の前で署名もしてもらった」と述べ、本物であることを明らかにした。
2014年3月28日、東京地検特捜部は公職選挙法違反の罪で猪瀬を略式起訴した。資金の性質について特捜部は、5000万円が選挙費用として使われた形跡がないこと、知事選後の2013年2月の時点で返却に向けた動きがあった事実が認められ、また実際に同年9月に返済されていることなどから借入金と認定し、借入金が選挙資金収支報告書に記載されていない公職選挙法違反とした。東京簡易裁判所は罰金50万円の略式命令を出した。猪瀬は即日納付し、罰金刑が確定したことにより、政治資金規正法の規定に基づき、5年間公民権が停止されることになった。これにより、猪瀬に対する捜査は終結した。
猪瀬はこの一連の騒動を「副知事になったときに清水谷公園横に建設予定だった参議院議員宿舎を白紙撤回したことで、千代田区選出の”都議会自民党のドン”都連幹事長（当時）の内田茂に恨まれていた。そのため、総務委員会が復讐の舞台になったのです」と述べている。猪瀬は内田に対して「東京のガン」と述べている。

### 女性候補者へのセクハラ疑惑報道と名誉毀損訴訟
2022年6月12日、第26回参議院議員通常選挙に向けて吉祥寺駅前で街頭演説をしていた猪瀬が、東京都選挙区から出馬する海老沢由紀を紹介する際、海老沢の肩や襷越しの胸に複数回にわたって触れる様子の動画がSNS上で出回った。動画を見た視聴者からは「気持ち悪い」「セクハラだ」との批判が相次ぎ、SNSで大炎上した。猪瀬は同月17日にツイッターを更新し、「軽率な面がありました。十分に認識を改め、注意をして行動していきたい」と反省の弁を述べたものの、同日の別の投稿では「切り取り報道です」「意図的に拡散する人がいるのです」とツイートし、セクハラ行為に対して指摘をするユーザを次々とブロックした。党代表の松井一郎は投開票日に出演したラジオで、「（猪瀬さんは）チームですから親しく肩を抱いて紹介しているんですけどね。ですからちょっと誤解があるのかなと思います」と発言した。
猪瀬は9月6日、この動画をみて「間違いなくセクハラではないでしょうか」と述べた上智大学の三浦まり教授、及びそのコメントを掲載した朝日新聞社に対して名誉を毀損されたとして1100万円の損害賠償を求める訴訟を東京地裁に起こした。
訴状で猪瀬は「演説会は公道上で、しかも多数の聴衆の前で行われたものであるから、そこで演説する政治家が、同席した他の政治家にセクハラをすることなどおよそ考えられない状況である。原告は、海老沢氏の胸（乳房）付近に手を当てたことはなく、肩に手をやったのは紹介の際に親愛の情を示したものであって、その直前に音喜多議員の肩に手をかけ、音喜多議員が原告の腰に触れたと全く同じである」などとセクハラ行為を否定した。
騒動を巡っては、海老沢も騒動直後のブログで、猪瀬が主張する事実経過を述べた上で、「胸を触っていないし、仮に当たっていたとしても、それはたすきをたたいた結果であり、変に触る意図は全くないことは明白なのです。猪瀬さんは、名前を間違えたことを気にしています。肩を何度もたたいたのは、スマンという意味もあったでしょう。それを感じ取っていたから、わたしは不快に思わず、全く覚えていなかったのだと思います。」と綴り、全面的に否定した。この件について朝日新聞社が出資する『ハフポスト』は、「ハラスメントが権力関係があって抵抗できない被害者に行われやすいという構造を軽視して、『ハラスメントではない』という言葉を鵜呑みにして否定することは非常に危険」「動画を見た人は、『自分よりも権力のある人にハラスメントを受けても、政治の場では笑って受け流さないとやっていけない』と認識してしまう」「他人の体に不用意に触ることは人権を侵害する行為だという認識のアップデートが必要」などと指摘している。
2023年12月15日、東京地裁は猪瀬が三浦と朝日新聞社に対して損害賠償を求めた訴訟について、「意図的に女性の胸に触れたのは真実と認められる」「前提とする事実が重要部分で真実であるとの証明がある」として請求を棄却した。
2024年10月9日、東京高裁は請求を棄却した一審・東京地裁判決を支持し、猪瀬氏の控訴を棄却する判決を言い渡した。高裁判決は記事について、猪瀬氏が意図的に女性の胸に触れたことは真実で、女性が不快に感じたか否かにかかわらずセクハラにあたるとする論評だと指摘。記事は論評の域を逸脱したとはいえないとした一審判決は相当とした。
最高裁第３小法廷（平木正洋裁判長）は2025年6月18日付で猪瀬氏側の上告を退ける決定をした。

### 国会審議中にガムをかむ
2023年4月12日、参議院憲法審査会での審議中、維新所属の浅田均議員が憲法改正について発言している隣でガムをかみ続けた。14日に石井準一参議院議院運営委員長は同委員会理事会で、各会派に対し緊張感を持って臨むよう注意を促した。理事会で維新の東徹議員は猪瀬を厳重注意したと報告した。猪瀬の事務所は取材に対し「飲食禁止とは知っていたが、ガムまで禁止とは知らなかった。今後は気を付ける」と説明した。

### 電子機器による国会審議妨害
2023年6月5日、参議院の地方デジタル委員会で、猪瀬は大きなあくびをした。そのあと、立憲民主党の小沼巧議員が発言している最中に、猪瀬のスマホの音が響いた。委員会室では、携帯電話の使用が禁止されている。小沼からの注意に対し、猪瀬は「ごめんごめん」と謝罪した。

## 著書
- 『天皇の影法師』朝日新聞社（1983年）。新潮文庫、朝日文庫、中公文庫（各・改訂版）
- 『昭和16年夏の敗戦 総力戦研究所"模擬内閣"の日米戦必敗の予測』世界文化社（1983年）
  - 『昭和16年 夏の敗戦』文春文庫（1986年）・中公文庫（2010年、改版2020年）
- 『日本凡人伝』弓立社（1983年）・新潮文庫（1985年）
- 『死者たちのロッキード事件』文藝春秋、1983年12月25日。NDLJP:12286822。
  - 『死者たちのロッキード事件』文藝春秋〈文春文庫〉、1987年5月10日。NDLJP:12230201。
- 『日本凡人伝-二度目の仕事』新潮社（1985年）・新潮文庫（1988年）
- 『あさってのジョー』新潮社 （1985年） 「二度目の仕事 日本凡人伝」文庫
- 『ミカドの肖像』小学館（1986年）。同ライブラリー、新潮文庫、小学館文庫
- 『死を見つめる仕事』新潮社（1987年）、「死を見つめる仕事 日本凡人伝」文庫（1991年）
- 『土地の神話』小学館（1988年）。同ライブラリー、新潮文庫（1993年）
- 『ノンフィクション宣言』インタビュー・編 文藝春秋（1988年）・文春文庫（1992年）
- 『ニューズの冒険』文藝春秋（1989年）「ニュースの冒険」文庫（1993年）
- 『今をつかむ仕事」新潮社（1989年）「今をつかむ仕事 日本凡人伝」文庫（1993年）
- 『ふるさとを創った男』日本放送出版協会 （1990年） 『唱歌誕生』文春文庫（1994年）
- 『欲望のメディア』小学館（1990年）・新潮文庫（1994年）
- 『ミカドの国の記号論』小学館（1991年）・河出文庫（1996年）
- 『ニュースの考古学』文藝春秋（1992年）
- 『迷路の達人 猪瀬直樹エッセイ全集成』文藝春秋 1993 『僕の青春放浪』文春文庫（1998年）
- 『禁忌の領域 ニュースの考古学2』文藝春秋 （1993年）
- 『黒船の世紀 ミカドの国の未来戦記』小学館（1993年）

文春文庫、中公文庫（上下）、角川ソフィア文庫（各・改訂版）
- 『交通事故鑑定人S氏の事件簿』文藝春秋 （1994年）
- 『ニュースの考古学 3』文藝春秋 （1994年）
- 『ペルソナ-三島由紀夫伝』文藝春秋（1995年）・文春文庫（1999年）
  - 劇画原作『ラストニュース』全10巻（弘兼憲史・画）小学館・小学館文庫
- 『ニッポンを読み解く!』小学館 1996年
- 『瀕死のジャーナリズム』文藝春秋 1996年
- 『日本国の研究』文藝春秋（1997年）・文春文庫（1999年）
- 『マガジン青春譜 川端康成と大宅壮一』小学館（1998年）・文春文庫（1994年）
- 『続・日本国の研究』文藝春秋（1999年）・文春文庫（2002年）
- 『明日も夕焼け』朝日新聞社（2000年）
- 『二十世紀-日本の戦争』文春新書（2000年）
- 『ピカレスク-太宰治伝』小学館（2000年）・文春文庫（2007年）（2002年映画化（河村隆一主演））
- 『小論文の書き方』文春新書（2001年）
- 『ラストチャンス』光文社 （2001年）
- 『日本の近代 猪瀬直樹著作集』全12巻（小学館）2001-02
  - 第1巻『構造改革とはなにか-新篇日本国の研究』
  - 第2巻『ペルソナ-三島由紀夫伝』
  - 第3巻『マガジン青春譜-川端康成と大宅壮一』
  - 第4巻『ピカレスク-太宰治伝』
  - 第5巻『ミカドの肖像』
  - 第6巻『土地の神話』
  - 第7巻『欲望のメディア』
  - 第8巻『日本人はなぜ戦争をしたか-昭和16年夏の敗戦』
  - 第9巻『唱歌誕生-ふるさとを創った男』
  - 第10巻『天皇の影法師』
  - 第11巻『日本凡人伝』
  - 第12巻『黒船の世紀　ガイアツと日米未来戦記』
- 『日本システムの神話』（2002年） 角川oneテーマ21
- 『日本復活のシナリオ 論客20人の結論』PHP研究所 （2002年）
- 『道路の権力 道路公団民営化の攻防1000日』文藝春秋（2003年）・文春文庫（2006年）
- 『決戦・郵政民営化』PHP研究所 （2005年）
- 『ゼロ成長の富国論』文藝春秋 （2005年） 『二宮金次郎はなぜ薪を背負っているのか』文庫
- 『こころの王国 菊池寛と文藝春秋の誕生』文藝春秋（2004年）・文春文庫（2008年）（2008年5月映画化（タイトルは『丘を越えて』西田敏行主演））
- 『道路の決着』小学館（2006年）・文春文庫（2008年）
- 『作家の誕生』朝日新書（2007年）
- 『空気と戦争』文春新書（2007年）
- 『日本の信義 知の巨星十人と語る』小学館（2008年）
- 『国を変える力 ニッポン再生を探る10人の提言』ダイヤモンド社（2008年）
- 『霞ヶ関「解体」戦争』草思社（2008年）のちちくま文庫
- 『ジミーの誕生日　アメリカが天皇明仁に刻んだ「死の暗号」』文藝春秋（2009年）
  - 『東條英機 処刑の日』文春文庫（2011年）、『昭和23年 冬の暗号』中公文庫（2021年）
- 『東京の副知事になってみたら』小学館101新書（2010年）
- 『猪瀬直樹の仕事力』潮出版社（2011年）
- 『地下鉄は誰のものか』中公新書（2011年）
- 『突破する力』青春新書インテリジェンス（2011年）
- 『言葉の力 「作家の視点」で国をつくる』中公新書ラクレ（2011年）
- 『決断する力』PHPビジネス新書（2012年）
- 『解決する力』PHPビジネス新書（2012年）
- 『さようならと言ってなかった わが愛 わが罪』マガジンハウス（2014年）
- 『救出: 3・11気仙沼 公民館に取り残された446人』河出書房新社（2015年）のち小学館文庫
- 『民警』扶桑社 （2016年）のち小学館文庫
- 『東京の敵』角川新書（2017年）
- 『日本国・不安の研究 「医療・介護産業」のタブーに斬りこむ！』PHP研究所（2020年）
- 『公 日本国・意思決定のマネジメントを問う』ニューズピックス（2020年）
- 『カーボンニュートラル革命』ビジネス社（2021年）
- 『太陽の男 石原慎太郎伝』中央公論新社（2023年）

### 共編著
- 『ミカドと世紀末』平凡社（1987年）・新潮文庫、小学館文庫 - 山口昌男との対論
- 『東京、ながい夢』河出書房新社（1989年）『東京レクイエム』河出文庫（1995年）北島敬三写真・解説
- 『猪瀬直樹「戦う講座1」 この国のゆくえ』
  - 『―2 持続可能なニッポンへ』ダイヤモンド社（2006年）- 編著
- 『東京からはじめよう 国の再生をめぐる9つの対論』ダイヤモンド社（2007年）- 編著
- 『戦争・天皇・国家 近代化150年を問いなおす』田原総一朗共著 角川新書（2015年） -
- 『正義について考えよう』東浩紀共著 扶桑社新書（2015年）
- 『国民国家のリアリズム』三浦瑠麗共著 角川新書（2017年）
- 『明治維新で変わらなかった日本の核心』磯田道史共著　PHP新書 2017年
- 『リーダーの教養書 11名の選者による〈保存版〉ブックガイド』幻冬舎 2017年
出口治明,楠木建,岡島悦子,中島聡,大竹文雄,長谷川眞理子,森田真生,大室正志,岡本裕一朗,上田紀行共著
- 『ここから始まる　人生100年時代の男と女』蜷川有紀共著（2018年）
- 『平成の重大事件　日本はどこで失敗したのか』 田原総一朗共著 朝日新書（2018年）
- 『ニッポン 2021-2050 データから構想を生み出す教養と思考法』落合陽一共著 KADOKAWA（2018年）

## 出演
- 朝まで生テレビ（テレビ朝日）随時
- そこまで言って委員会NP（ytv） - 2015年9月20日以降、複数回出演
- サンデージャポン（TBS）随時

### 過去の出演
- ニュースバスターズ（1988年4月 - 1988年9月、フジテレビ日曜20時）
- THE WEEK（1989年4月 - 1998年3月、フジテレビ土曜10時）
- 土曜一番!花やしき（1998年4月 - 2000年3月、フジテレビ土曜5時30分）
- 情報プロジェクトS（2001年10月 - 2002年3月、フジテレビ土曜10時）
- ワッツ!?ニッポン（2002年4月 - 2006年9月、フジテレビ土曜10時）
- CNNデイウォッチ（ニュースキャスター、テレビ朝日）
- ワイド!スクランブル（木曜コメンテイター、2006年10月 - 2008年3月、テレビ朝日11時25分）
- ニュースの見張番（TBSラジオ）
- 日本のキーパーソン（キャスター）
- ここがヘンだよ日本人（TBS）
- ビッグモーニング（TBS）
- 東京からはじめよう（TOKYO MX 毎月第1土曜日 21:00-22:00）
- ビートたけしのTVタックル
- ABEMA Prime（AbemaTV）- 2021年3月25日[88]

### CM
- バンテージ（1989年）

## 関連書籍
- 佐高 信『自分を売る男、猪瀬直樹―小泉純一郞に取り入り、石原慎太郎にも……』七つ森書館、2012年12月5日。ISBN 4822812669。